# Squalo (sous-marin, 1930)
Pour les articles homonymes, voir Squalo (sous-marin).
Le Squalo (en français : Requin) est un sous-marin, navire de tête de la classe Squalo, en service dans la Regia Marina au début des années 1930 et ayant servi pendant la Seconde Guerre mondiale.

## Caractéristiques
Les sous-marins de la classe Squalo sont essentiellement des répétitions des classes Bandiera et Bragadin, ils appartenaient au type "Bernardis" et ont été les premiers sous-marins italiens de moyenne et grande taille à être performants dans tous les domaines ; ils étaient également adaptés aux mers chaudes, comme la mer Rouge. Ils sont cependant nés avec certains défauts des classes précédentes (ceci parce que la Regia Marina a fait la grosse erreur de commander trois classes de nouveaux sous-marins sans tester ne serait-ce qu'une d'entre elles en conditions réelles), en particulier la tendance à s'enfoncer dans la mer par la proue. Afin de contourner ce problème, le secteur de la proue a été modifié en la surélevant, donnant le profil caractéristique aux unités. À l'intérieur du sous-marin a également été obtenu un caisson d'auto-chargement utile pour amortir le tangage.
Ils déplaçaient 920 tonnes en surface et 1 125 tonnes en immersion. Les sous-marins mesuraient 69,8 mètres de long, avaient une largeur de 7,21 mètres et un tirant d'eau de 5,19 mètres. Ils avaient une profondeur de plongée opérationnelle de 90 mètres. Leur équipage comptait 53 officiers et hommes d'équipage.
Pour la navigation de surface, les sous-marins étaient propulsés par deux moteurs diesel de 1 500 chevaux (1 119 kW), chacun entraînant un arbre d'hélice. En immersion, chaque hélice était entraînée par un moteur électrique de 650 chevaux-vapeur (485 kW). Ils pouvaient atteindre 15,1 nœuds (28,0 km/h) en surface et 8 nœuds (15 km/h) sous l'eau. En surface, la classe Squalo avait une autonomie de 5 650 milles nautiques (10 460 km) à 8 noeuds (15 km/h), en immersion, elle avait une autonomie de 100 milles nautiques (190 km) à 3 noeuds (5,6 km/h).
Les sous-marins étaient armés de huit tubes lance-torpilles internes de 53,3 cm (21 pouces), quatre à l'avant et quatre à l'arrière. Ils transportaient au total une douzaine de torpilles. Ils étaient également armés d'un canon de pont de 102/35 Model 1914 pour le combat en surface. Leur armement anti-aérien consistait en deux mitrailleuses Breda Model 1931 de 13,2 mm.

## Construction et mise en service
Le Squalo est construit par le chantier naval Cantieri Riuniti dell'Adriatico (CRDA) de Monfalcone en Italie, et mis sur cale le 10 octobre 1928. Il est lancé le 15 janvier 1930 et est achevé et mis en service le 10 octobre 1930. Il est commissionné le même jour dans la Regia Marina.

## Historique
Une fois en service, le Squalo est stationné à La Spezia, au sein du IIe Escadron de sous-marins de moyenne croisière.
En 1934, il forme le IVe Escadron de sous-marins à Naples, avec ses trois navires-jumeaux (sister ships). Deux ans plus tard, il est affecté à la base érythréenne de Massawa et y reste - effectuant diverses missions d'entraînement pour tester les performances de la classe dans les eaux chaudes - jusqu'au printemps 1938, où il retourne en Italie en rejoignant le XXXIIIe Escadron de sous-marins basé à Messine.
Après l'entrée de l'Italie dans la Seconde Guerre mondiale, il opère d'abord, avec une base à Leros (où il a été transféré en 1940) et le lieutenant de vaisseau (tenente di vascello) Giuseppe Migeca comme commandant, en Méditerranée orientale, sans aucun résultat.
Le 23 juillet 1941 (avec le lieutenant de vaisseau Ludovico Grion comme commandant), il tombe en embuscade près des côtes de la Cyrénaïque, et le lendemain - au nord de Ras Azzaz - il lance deux torpilles de 1 000 mètres contre un grand pétrolier (naviguant vers l'ouest) en entendant deux fortes exploisions, mais le navire s'est éloigné aidé du brouillard et de l'obscurité (il a probablement été endommagé),,.
Le 30 juillet 1941, il est soumis à la chasse anti-sous-marine par deux destroyers au sud de la Crète, en sortant indemne,.
En septembre 1941, il est envoyé au sud-ouest de la côte sarde dans le cadre de l'opération britannique "Halberd" (il s'agit d'une opération de ravitaillement pour Malte, mais le commandement naval italien pense qu'il s'agit peut-être d'une mission offensive contre la côte italienne).
Le 29 septembre et le 19 décembre 1941, dans les deux cas au large de Malte, il est de nouveau soumis à des destroyers anti-sous-marins, et s'en sort indemne ou avec des dommages mineurs,.
Au total, il a effectué 28 missions offensives-exploratoires et 14 missions de transfert, parcourant au total 18 800 milles nautiques (34 800 km) en surface et 2 754 milles nautiques (5 100 km) sous l'eau, jusqu'au 30 avril 1942.
Du 1er mai 1942 au début du mois de septembre 1943, il effectue 121 missions d'entraînement, alternant avec quelques embuscades défensives contre des sous-marins dans le nord de l'Adriatique, pour le compte de l'école de sous-marins de Pula, à laquelle il a été affecté.
Le 7 septembre 1943 (sous le commandement du lieutenant de vaisseau Carlo Girala), il est envoyé en mer Ionienne, dans la zone située entre la Sicile, la Calabre et le sud des Pouilles, dans le cadre de l'opération "Zeta" de défense des côtes italiennes contre un débarquement anglo-américain prévu.
Le 10 septembre, après l'armistice du 8 septembre 1943 (Armistice de Cassibile), il se rend aux Alliés à Augusta, d'où il part au coucher du soleil le 16 avec cinq autres sous-marins, arrivant à Malte le lendemain (la navigation doit se faire en immersion pour éviter d'être accidentellement attaqué par les unités alliées). Le 13 octobre, il quitte Malte (avec 14 autres sous-marins) et retourne en Italie. À partir du 20 novembre, il est basé à Augusta.
Pendant la co-belligérance, à partir du 20 janvier 1944, il a été employé dans des exercices anti-sous-marins par les Alliés (d'abord commandés par le lieutenant Alfredo Fellner puis par le sous-lieutenant Fernando Ubaldelli) ; il a été mis en sommeil à la fin du conflit.
Il est désaffecté à la fin du conflit. Radié de la liste de la Marine le 1er février 1948, il est envoyé à la démolition.